# Ernst Friedrich Pfotenhauer
Ernst Friedrich Pfotenhauer (* 1. Juni 1771 in Delitzsch; † 23. August 1843 in Halle (Saale)) war ein deutscher Rechtswissenschaftler.

## Leben
Als Sohn eines Amtsrichters und späteren Amtsinspektors in Wernsdorf Heinrich Friedrich Samuel Pfotenhauer geboren, besuchte er bis zu seinem 14. Lebensjahr die Stadtschule seiner Heimatstadt. Aufgrund seiner guten Anlagen, die er dort entwickelt hatte, bezog er am 3. September 1785 das kurfürstliche Landesgymnasium in Schulpforta. Hier entwickelte er eine Vorliebe für Rechtswissenschaften, was sich unter anderem in seiner Dissertation De literis humanioribus cum studio jurispudentiae conjugendis zeigte, die er als 18-Jähriger vorlegte.
Um die dafür nötigen akademischen Weihen zu absolvieren, begab er sich am 29. September 1789 an die Universität Wittenberg. Hier besuchte er vor allem die Vorlesungen von Georg Stephan Wiesand, in Geschichte hörte er Johann Matthias Schröckh und in Philosophie Franz Volkmar Reinhard. Während seines Studiums hatte er vor allem den Kontakt zu Gleichgesinnten gesucht, so dass er am 6. November 1792 sein Examen pro candidatura et praxi forensi ablegen konnte. So fand er noch im gleichen Jahr im Kreisamt Wittenberg eine Stelle und hielt am 7. Januar 1793 seine erste akademische Privatvorlesung. Nachdem er sein erstes juristisches Werk zu verfassen begonnen hatte, promovierte er am 17. Juli 1795 zum Doktor der Rechtswissenschaften.
Durch die Anerkennung, die er erhielt, wurde er am 27. Juni 1801 als Assessor ordinarius in die Juristenfakultät aufgenommen und erlangte am 21. April 1803 die ordentliche Professur der Dignesten Infort. Et novi und damit verbunden wurde er kurfürstlich sächsischer Hofgerichtsrat und erhielt einen Sitz am Wittenberger Schöppenstuhl. In Wittenberg erlebte er die letzten Tage der niedergehenden, zuletzt nach Schmiedeberg ausgelagerten Universität und war 1807 deren Rektor. Da ihm nach dem Niedergang der Wittenberger Universität von der Universität Halle recht aussichtsreiche Angebote unterbreitet wurden, zog er am 14. April 1816 nach Halle (Saale). An der Universität Halle wurde er Ordinarius der juristischen Fakultät, 1839 Direktor des Schöppenstuhls, 1841 geheimer Justizrat und verstarb, nachdem er für sein 50-jähriges akademisches Wirken geehrt wurde, an einer Magen- und Lungenentzündung.
Genealogisch wäre anzumerken, dass er sich 1797 mit Eleonora Lange († 1811) und danach mit Sophie Berndes vermählt hatte. Von seinen zahlreichen Kindern erlangte sein Sohn Karl Eduard Pfotenhauer (* 18. 9 1802 in Wittenberg) als Professor in Bern ebenfalls Bedeutung.

## Werkauswahl
- Doctrina processus cum Germanici, tum Saxonici. 3. Bd. Görlitz 1795–1797, Supplement 1797 in Wittenberg, Leipzig 1826–27.
- De judiciis, a quibus et ad quae provocare licet in terris Electori Saxon. Subjectis, Wittenberg 1795.
- Handbuch der von 1770 bis auf die neuste Zeit im Königreich Sachsen erschienen Criminalgesetze. Wittenberg 1811.
- Die Strafbarkeit der öffentlichen Verbrennung der Druckschriften anderer und die Zulässigkeit der Wiederklage bey dem Denunciations- und Untersuchungs-Processe durch einen Rechtsfall erläutert. Kümmel, Halle 1819. (Digitalisat)